# Trinidad Monegal Nogués
Trinidad Monegal Nogués (Barcelona, 20 de agosto de 1869-Barcelona, 4 de febrero de 1933) fue un abogado, político y periodista catalán. Fue el último de los trece hijos de Esteve Monegal Soler, fabricante textil. Su hermano mayor fue José Monegal y Nogués.

## Biografía

### Primeros años
Fue inscrito al nacer con los nombres, en castellano, de Trinidad Leopoldo Edualdo Ramón Luis. 
Era el último de los trece hijos de Esteban Monegal Soler, uno de los fabricantes textiles más importantes de Barcelona, y hermano del primogénito José Monegal Nogués, alcalde de Barcelona y senador de España. La familia había creado una colonia textil en Caserres.
Nació en la casa de sus padres en la calle Blanquería n.º 15 de Barcelona, residencia de la familia Monegal antes de trasladarse al Palau Meca de la calle Montcada de Barcelona. 
En el colegio compartió pupitre con Rafael Deas, abogado y futuro esposo de su mujer Antonieta Vergés i Barris, al quedar viuda de Monegal en 1933. 
Antonieta Vergés, la que fue su esposa, era nieta del importante industrial ampurdanés del corcho Josep Barris i Buixó e hija de su única heredera Rosa Barris Delhom. Trinidad conoció a Antonieta tras trabar amistad con su hermano menor, el hereu de la fortuna de los Barris: Joan Vergés i Barris, industrial y poeta asiduo de los círculos nacionalistas y modernistas que Monegal frecuentaba. 
Trinidad se doctoró en Derecho en 1891 con una tesis (publicada en 1918) argumentando la creación de un tribunal de comercio en España: Tribunals de comerç.
Fue miembro del Colegio de Abogados de Barcelona a partir de 1892.

### Actividad intelectual y cultural
En 1900 escribió la letra de la obra musical L'Arch de Sant Martí. Quadro Líric en un acte (Biblioteca de Catalunya Fons Enric Morera i Viure).
Fue fundador y mecenas de la revista Joventut  (1900-1906) y de El Poble Català (1904 en adelante). También contribuyó a las revistas Pel i Ploma o Art Jove (1905-06) colaborando con su sobrino Esteve Monegal, más tarde fundador de Myrurgia.
Como miembro y colaborador del círculo intelectual de Joventut ("los noys gotichs") su papel ha sido escasamente investigado con excepción de la tesis doctoral (2016) de Imma Farré Vilalta, que pone las bases para un mejor conocimiento de su figura.
Según fuentes familiares, y tal y como se acredita en diversos lugares de la tesis de esta investigadora, Monegal asistía al Liceo y la tertulia del "Els Quatre Gats", participaba en actos catalanistas y suscripciones públicas, y trabó amistad con personajes de la época, como el director artístico de Joventut y dibujante Alexandre de Riquer o el dramaturgo Emili Tintorer, a quien unía la pasión por el teatro y el mundo del espectáculo.
Monegal fue gran admirador del filósofo inglés Herbert Spencer y publicó una traducción de su obra Man against the State en 1905: L'home contra l' Estat, con prólogo de Trinitat Monegal.
De este pensador inglés, Monegal escribe ya un artículo en el año 1903 en Joventut, lo cual hace pensar que por aquella época ya trabajaba en esta traducción.
Pero como colaborador de Joventut, Trinitat Monegal ejercía principalmente de comentarista político, social y filosófico y publicaba cuentos cortos de tipo didáctico. Además del comentario político e histórico, realizaba reseñas bibliográficas y de revistas recibidas. Era lector de Galdós y Zola e inició en esta revista una polémica con Joan Maragall. En el año 2015 figura como redactor principal de la publicación. 
Según el historiador J.Ll. Marfany los lectores de esta revista eran:

Són, en general, joves petitburgesos (oficinistes, dependents de comerç, artesans, fills de botiguers) i estudiants. Tots són catalanistes. Són intensos i seriosos; menyspreen les tradicionals ocupacions frívoles de la joventut (a excepció de l'esport) i adoren les arts i la cultura. Pertanyen a alguna agrupació catalanista-cultural. Són wagnerians i somien a anar a París. Compren, llegeixen i discuteixen les revistetes catalanistes i literàries que ells mateixen produeixen perquè la majoria es creuen escriptors. Són d'idees avançades en matèria de moral i en política. Menyspreen les masses lerrouxistes. Els cabells a la romana, la xalina, un barret amb ales molt amples, monocle, un llibre i una revista. Són molt gregaris. El seu principal vehicle d'expressió és la revista Joventut, que és la publicació paradigmàtica del modernisme en la segona etapa.

...y podría decirse lo mismo de sus autores, con la rectificación de que pertenecían a la alta burguesía industrial barcelonesa o comarcal catalana, como atestigua el propio perfil de Trinitat Monegal. 

### Actividad política
Desde joven fue amigo y seguidor ideológico de Ildefons Suñol, a quien en 1906 apoya al ser nombrado presidente del Ateneo Barcelonés desde las páginas de la revista Joventut.
En 1903 se presentó a las elecciones como "candidat unitari" apoyado por la Lliga Regionalista. Pero luego se asoció al movimiento disidente Centre Regionalista Republicà, cuyo órgano era El Poble Català. En 1905 Joan Vergés Barris, hermano de la que sería su futura esposa y alcalde de Palafrugell, era vocal de la junta permanente de la Unió Catalanista, de la que Trinidad fue también miembro.
En 1907 fundó l' Associació Nacionalista Catalana, de la cual fue primer presidente. Pero dimitió en 1909 y la asociación evolucionó hacia el independentismo. 
En febrero de 1908 Trinidad Monegal fue sentenciado a dos meses de prisión por un consejo de guerra por un artículo que había escrito en El Poble Català. Al ser excarcelado, se celebró un banquete en su honor en el Restaurante Mundial Palace con 187 asistentes, entre diputados y autoridades.
En las elecciones de 1909 fue elegido regidor del Ayuntamiento de Barcelona.
A nivel empresarial, fue director de la Compañía Electrometalúrgica del Ebro y de la empresa textil familiar.

### Vida privada
El 12 de junio de 1905 se casó con Antonieta Vergés (1883-1963), de Palafrugell, tía del editor de Destino Josep Vergés.  En 1906 residieron por un tiempo en Paseo de Gracia n.5. Josep Pla habla de ellos en varios de sus libros. Sus hijos fueron Rosa (1906), Joan (1911) y Mª Isabel (1921). En 1913 traslada de nuevo su despacho de abogacía y domicilio privado a la Calle Vergara n. 13, donde creció esta última.
Su esposa es descrita por Josep Pla en Prosperitat i Rauxa de Catalunya: "La senyora Vergés de Monegal fou una senyora ni alta ni baixa, pleneta, molt ben vestida, amb una conversa inacabable -però sempre presentada amb un aspecte de desconeixement irreal i de timidesa no totalment autèntica- extremadament divertida; d´un humor sempre igual. 
De Antonieta Vergés dice "Fou una personalitat de la minoria intel.lectual de Barcelona, considerable, potser la més brillant." En la residencia del matrimonio de la Calle Vergara, dice Pla "la senyora Vergés de Monegal tingué un saló que, al meu entendre, constituí l'essència mateixa de l'esprit de la revista Joventut" "...la revista Joventut -i ho dic pels testimonis que he consultat- es creà, aparagué i durà més a través del domicili Monegal-Vergés que en la mateixa redacció de la Plaça del Teatre 6, entresol".
Durante la Segunda Guerra Mundial Antonieta Vergés fue vicepresidente del "Comité de Germanor amb els Voluntaris Catalans" que iban a luchar en Francia. Ayudaban a los prisioneros de guerra franceses y los voluntarios catalanes que participaron en la guerra. Antonieta guardaba una estrecha amistad con el doctor Joan Solé i Pla.
Josep Pla describe a su esposo Trinidad Monegal como "un senyor d' una prestància deliciosa". Y refiere que era "un fachendoso adorable".
Fue miembro supernumerario de La Colla dels 8, que se reunía semanalmente en el Restaurante Gran Continental y servía su comida en prisión. Fue socio del Círculo Ecuestre y del Círculo del Liceo (a partir de 1894), de l' Ateneu y de la Societat Econòmica Barcelonesa d'Amics del País.
Según testimonio de su hija menor, fumaba, le gustaba mucho comer pato y debía comer sin sal. Falleció de arterioesclerosis un 4 de febrero en Barcelona después de dos años de convalecencia en su domicilio de la calle Vergara.